# Lü Zhi (biologiste)
Pour les articles homonymes, voir Lü.
Dans ce nom, le nom de famille, Lü, précède le nom personnel.
Lü Zhi (chinois : 呂植), née en 1965, est une biologiste chinoise, spécialisée dans l'étude des pandas et experte en biodiversité. Elle est professeure et directrice exécutive du centre de la nature et de la société à l'université de Pékin. Lü Zhi est également la fondatrice du Centre de Conservation Shanshui qui est voué à la préservation de la réserve naturelle des Sources des trois rivières  du Tibet.

## Biographie
Lü Zhi commence ses études à l'université de Pékin en 1981, quand elle a seize ans. En 1992, elle termine ses études de premier cycle et son travail post-doctoral au sein de la même université. Son travail avec les pandas géants débute lorsqu'elle a dix-neuf ans, quand elle prend part à une étude de terrain sur les animaux, leur habitat et leur diversité génétique. Au cours de son travail sur le terrain, elle crée des liens avec certains des pandas, aide un panda malade à manger de nouveau et devient l'une des premières personnes à aller à l'intérieur d'une tanière de panda sauvage. Elle apprend par elle-même la photographie d'animaux sauvages pendant son séjour sur le terrain. Ses photos sont publiées dans le National Geographic en 1993 et 1995.
De 1995 à 2000, elle travaille comme chargée de programme pour le Fonds mondial pour la nature (WWF) en Chine. Au sein du WWF, elle développe des programmes et des activités axées sur le panda géant et aussi sur la région autonome du Tibet. Elle contribue également à ouvrir le bureau Tibet du WWF et à augmenter le budget annuel total alloué au Tibet et à la sauvegarde du panda. Lü Zhi commence à travailler à Conservation International (CI) en 2002 où elle est notamment directrice du bureau chinois.
Le travail de conservation de Lü Zhi se concentre sur plusieurs grandes espèces en voie de disparition, dont le panda géant, le léopard des neiges, la gazelle Procapra przewalskii et l'ours brun tibétain. Son organisation non gouvernementale (ONG), le Centre de Sauvegarde Shanshui est créé en 2007 afin de contribuer au développement de solutions de conservation communautaire en Chine de l'ouest. Elle met l'accent sur l'importance de la gestion communautaire des réserves naturelles dans la lutte pour la protection des espèces et des habitats, ces types de modèles étant bénéfiques à la fois pour les animaux et l'utilisation durable des terres par les communautés. Lü Zhi espère voir un "nouveau système économique qui reconnaît et paie pour la valeur de la nature". Au sein de Shanshui, ces types de systèmes économiques sont modelés pour le gouvernement chinois. En plus de la recherche et le développement communautaire basé sur les efforts de conservation, elle travaille également avec le gouvernement Chinois et les entreprises afin de développer des législations et pratiques plus respectueuses de l'environnement.
Liu Zhi écrit et est co-autrice de plusieurs livres sur la science. Son livre, les Pandas Géants à l'état Sauvage (2002), est qualifié "d'œuvre d'art" par le Library Journal.